# Нильссон, Эверт
Эверт Райнхольд Эмануэль Нильссон (швед. Evert Reinhold Emanuel Nilsson; 22 октября 1894, Gamleby socken — 14 февраля 1973, Vikingstad, Эстергётланд) — шведский легкоатлет, специалист по многоборьям. Выступал за сборную Швеции по лёгкой атлетике в 1920-х годах, многократный победитель и призёр первенств национального значения, участник двух летних Олимпийских игр.

## Биография
Эверт Нильссон родился 22 октября 1894 года в Гамлебю.
Занимался лёгкой атлетикой в спортивных клубах в Оскарсхамне и Хальмстаде.
Первого серьёзного успеха как спортсмен добился в сезоне 1920 года, став чемпионом Швеции в программе десятиборья. По итогам чемпионата вошёл в состав шведской национальной сборной и удостоился права защищать честь страны на летних Олимпийских играх в Антверпене. В пятиборье пропустил финальный этап бега на 1500 метров и закрыл десятку сильнейших, тогда как в десятиборье занял пятое место.
После антверпенской Олимпиады Нильссон остался действующим спортсменом и продолжил принимать участие в различных соревнованиях по лёгкой атлетике. Так, в 1921 году на чемпионате Швеции он одержал победу в пятиборье и взял бронзу в десятиборье. Годом позже получил те же медали в тех же дисциплинах, а ещё через год был лучшим сразу в пятиборье и десятиборье.
Находясь в числе лидеров шведской легкоатлетической команды, в 1924 году благополучно прошёл отбор на Олимпийские игры в Париже — на сей раз занял девятое место в пятиборье, в то время как десятиборье досрочно завершил выступление и не показал никакого результата.
На чемпионате Швеции 1925 года стал серебряным призёром в пятиборье и завоевал золото в десятиборье. Установил свой личный рекорд в десятиборье, набрав в сумме всех дисциплин 6142 очка. В следующем сезоне добавил в послужной список ещё серебряную и золотую медали, выигранные в тех же дисциплинах. Таким образом, стал четырёхкратным чемпионом Швеции в десятиборье.
Последний раз показал сколько-нибудь значимый результат как спортсмен в сезоне 1928 года, когда на чемпионате Швеции стал серебряным призёром в десятиборье, уступив Хельге Янссону.
Завершив спортивную карьеру, проявил себя на тренерском поприще. Работал тренером в Шведской легкоатлетической ассоциации, некоторое время сотрудничал со сборной Исландии по лёгкой атлетике.
Находился в составе Шведского добровольческого корпуса во время Зимней войны, пожертвовал свои спортивные награды в помощь народу Финляндии.
Умер 14 февраля 1973 года в Викингстаде в возрасте 78 лет.